# Театр

Оперний театр

Теа́тр (від фр. théâtre < грец. θέατρον — «місце видовища») — вид сценічного мистецтва, що відображає життя в сценічній дії, яку виконують актори перед глядачами, а також установа, що здійснює сценічні вистави певним колективом артистів і приміщення, будинок, у якому відбуваються вистави. Театр як мистецтво називають також й театральним мистецтвом, а наука, що вивчає теорію та практику театрального мистецтва називається театрознавство. Окрім театрів, ролі в яких люди виконують безпосередньо, є театр ляльок, де головні герої — театральні ляльки, якими керують, та які не є іграшками в прямому розумінні.
Законодавство України визначає театр як

| «заклад культури (підприємство, установа чи організація) або колектив, діяльність якого спрямована на створення, публічне виконання та публічний показ творів театрального мистецтва»[1]. |
а театральне мистецтво, як:

| «вид мистецтва, особливістю якого є художнє відображення життя за допомогою сценічної дії акторів перед глядачами»[1]. |

## Специфіка театрального мистецтва

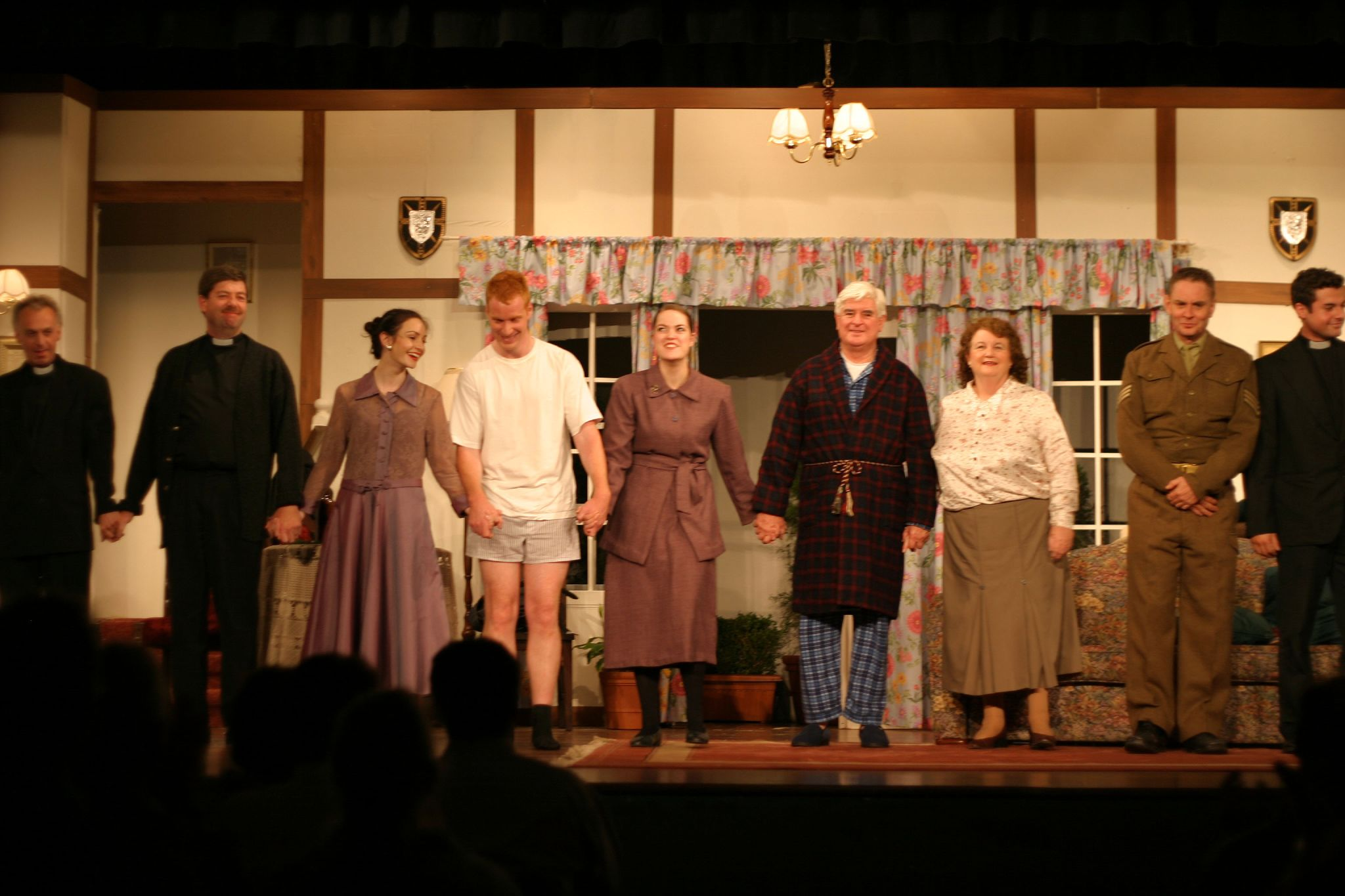

Театральне мистецтво є синтетичним за своєю природою. Його твори містять у собі практично всі інші мистецтва: літературу, музику, образотворче мистецтво, хореографію й ін.; а також використовують численні досягнення найрізноманітніших наук й областей техніки. Наприклад, наукові розробки психології лягли в основу акторської й режисерської творчості, так само, як і дослідження в області семіотики, історії, соціології, фізіології.

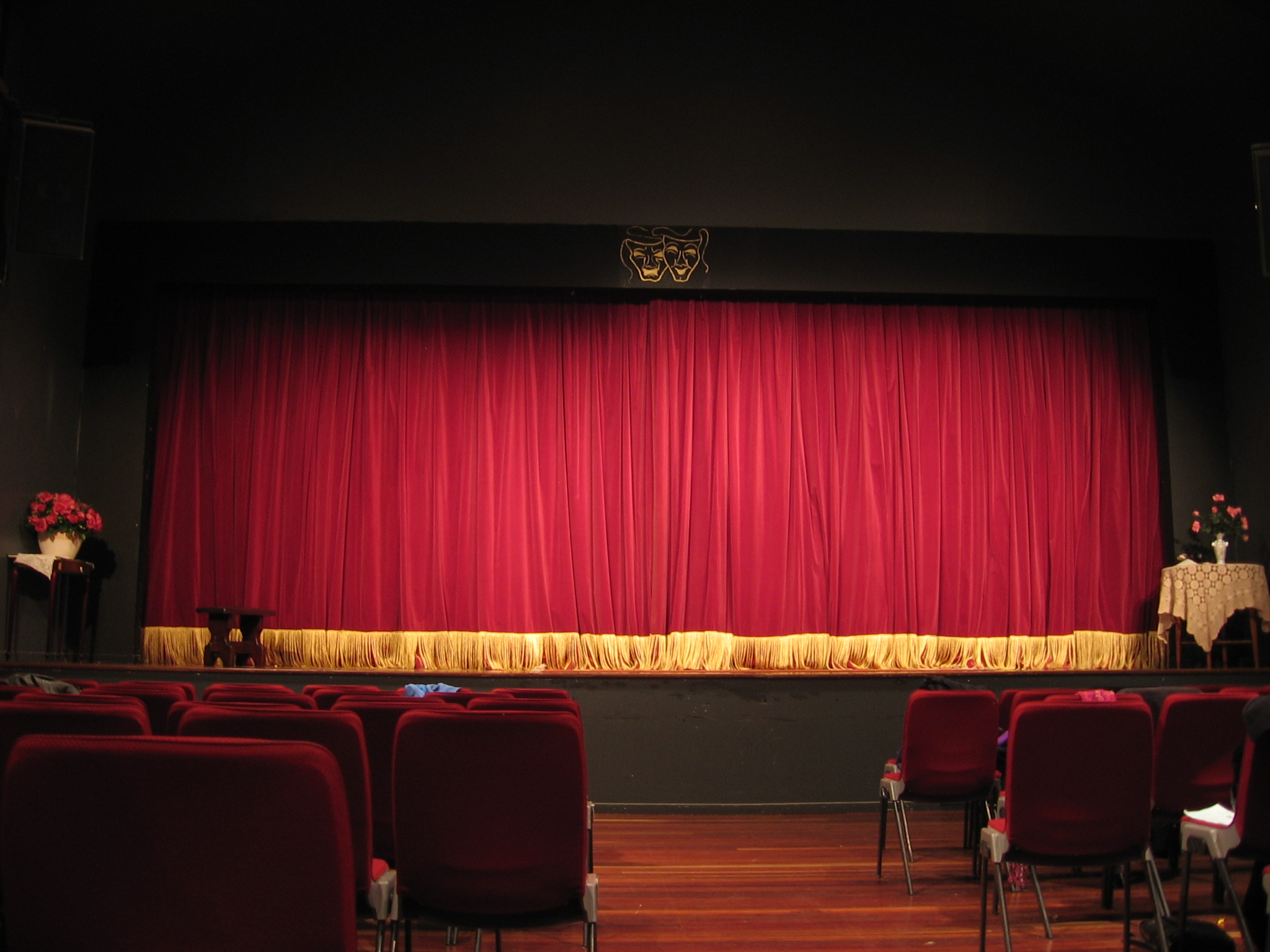

Основою театральної вистави є драма, що визначає художні можливості й ідейний напрямок театру. При цьому літературний твір театр переводить в область сценічної дії й специфічної театральної образності — характери, конфлікти драми втілюються в живих особах, вчинках. Найважливіший художній засіб, який театр бере від драми — слово, підкоряється законам драматичної дії. В одних випадках мова може виступати як засіб побутової характеристики персонажа, в інших — розкривати через словесну тканину ролі складні конфлікти свідомості й психології героя. Мова на сцені може мати форму великого висловлення (монолог), протікати як розмова з партнером (діалог), адресуватися глядачеві або звучати як міркування героя, його «внутрішній монолог» і т. д. (див. також драматургія)
Театр — мистецтво колективне. Спектакль — твір, що володіє художньою єдністю, гармонією всіх елементів. Він створюється під керівництвом режисера й відповідно до режисерського задуму спільними зусиллями акторів, художника-сценографа, композитора, хореографа й багатьох інших працівників театру (освітлювачів, костюмерів, гримерів і т. д.). В основі спектаклю лежить режисерська інтерпретація п'єси, її жанрове, стилістичне рішення. Дія спектаклю організована в часі (темп, ритм, наростання й спади емоційної напруги) і в просторі (розробка сценічного майданчику, принцип її використання, мізансцени, декорації, рух й ін.). Зоровий образ спектаклю створюється художником-декоратором засобами живопису, театральної конструкції, костюмів, висвітлення, театральної техніки. Декорація може нести як образотворчі, так і виразні функції, відтворювати обстановку дії або ж метафорично розкривати в зоровому образі задум режисера, бути реальної або умовної залежно від художніх завдань постановки, напрямку, стилю (див. Театрально-сценічне мистецтво).
Головним носієм театральної дії є актор, у творчості якого втілена суть театру: здатність захоплювати глядачів художнім видовищем безпосередньо, що протікає в них на очах життя, творчим процесом її втілення. Акторський образ створюється на основі п'єси і її тлумачення режисером — постановником спектаклю. Проте актор залишається самостійним художником, здатним лише йому одному доступними засобами відтворити на сцені живий людський образ, передати складність і багатство людської психології. (див. акторське мистецтво).

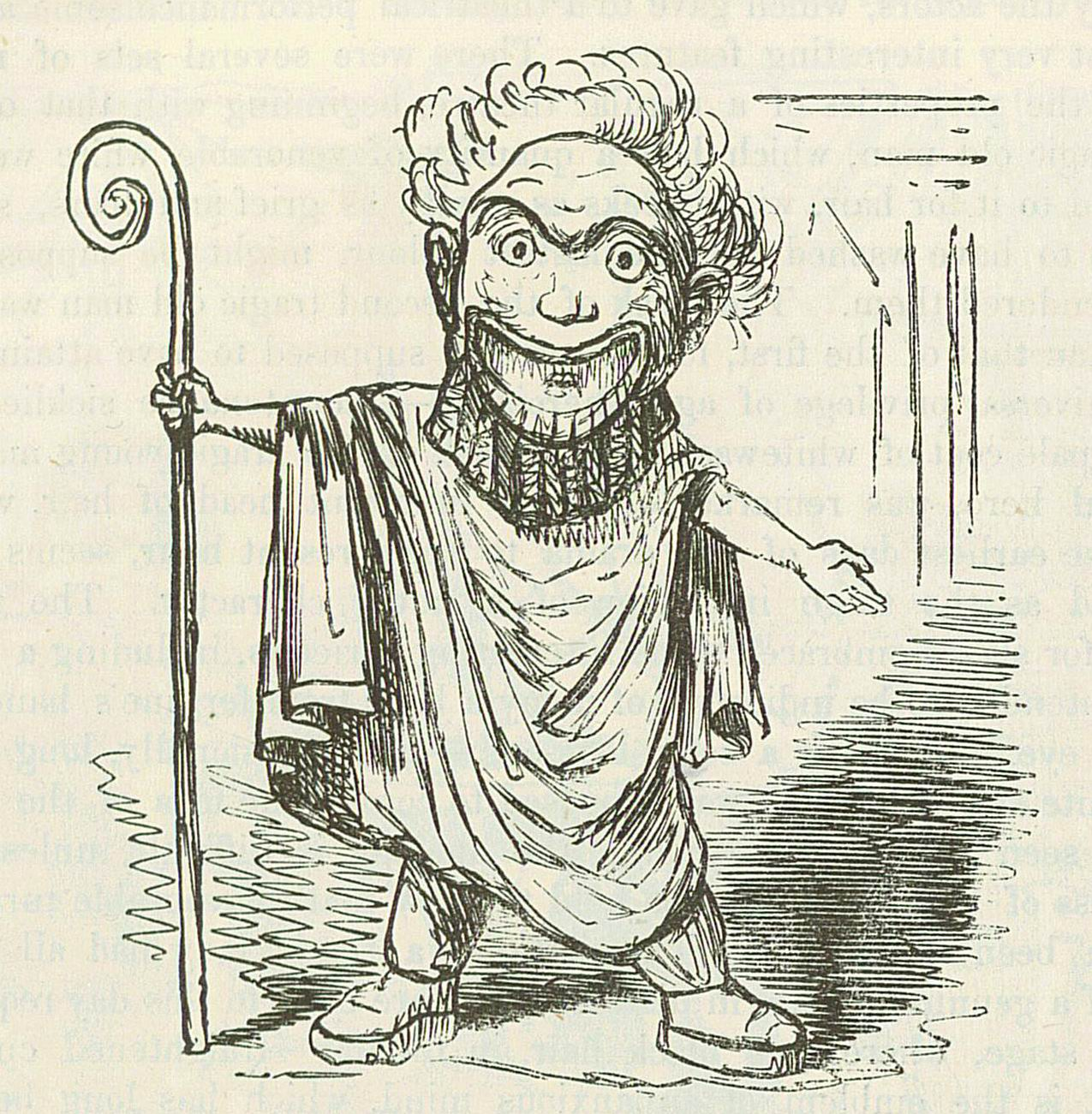

Характерною особливістю театрального мистецтва є його неповторність у часі: кожен спектакль існує тільки в момент його відтворення. Якщо виконавське мистецтво з розвитком техніки аудіозапису одержало можливість фіксації й подальшого багаторазового відтворення, ідентичного первісному, то адекватний відеозапис театрального спектаклю в принципі неможливий: дія нерідко розгортається одномоментно в різних частинах сцени, що надає об'єм дії, що відбувається й формує гаму тонів і півтонів сценічної атмосфери. При великих планах знімання нюанси загального сценічного життя залишаються за кадром; загальні ж плани занадто дрібні й не можуть передати всіх деталей.

## Еволюція театру

### Театри Стародавнього Риму
Найбільш улюбленими жанрами римлян були ателлани й тогати. Відомими авторами драм й комедій того часу були Плавт, Теренцій. Уславилися в цей час актори Езоп, Росцій, Турпіон, Гатілій

### Єлизаветинська епоха
Це час нової структурної реформи театру. Опісля часів Релігійного фанатизму й гоніння лицедіїв, почалося невелике послаблення в громадах країн Європи. Тепер ключовим місцем зібрань людей, окрім церкви, знову виступили театри, правда, вони вже не мали сили та впливу збирати великі маси глядачів, тому почали використовуватися будівлі шановних та впливових жителів міст, які згодом дарували свої будівлі цим театрам, або ж залишали собі опіку над театральними трупами (зчаста самі королівські родини виступали в лиці таких меценатів, даруючи своїм громадам такі будівлі).
У єлизаветинську епоху в Англії, театри були побудовані з дерев'яних матеріалів, або були глинобитні та криті соломою (тому доволі часто там займалися пожежі). Вони складалися з декількох поверхів критих галерей. Оскільки власники та режисери тогочасних театрів черпали своє натхнення з творів елінської культури, то вони й почерпнули головні елементи будови елінських театрів для своїх споруд, лише вдосконаливши їх уже на свій манер. Тепер відкритий прямокутний сценічний майданчик займав половину орхестри (на другій половині стояла частина глядачів, інша ж їх частина розташовувалася на ярусах галерей, що оточували акторів з трьох сторін). Крім того була суттєвіше перебудована скина (яку вже тоді називали сценою), оскільки, для лицедійства уже також використовувалася верхня сцена в глибині і була ще прихована від публіки нижня сцена, де й переодягалися та готувалися актори до виступу перед глядачами. Більшість глядачів стояла в дворі, багатша публіка розміщувалася на галереях.

## Історико-географічний нарис
Виникнення театру на всіх континентах відбувалося однаково — у зв'язку з первісними ритуальними дійствами. Надалі у своєму розвитку театри різних країн ішли по різних шляхах.

### Театри Сходу

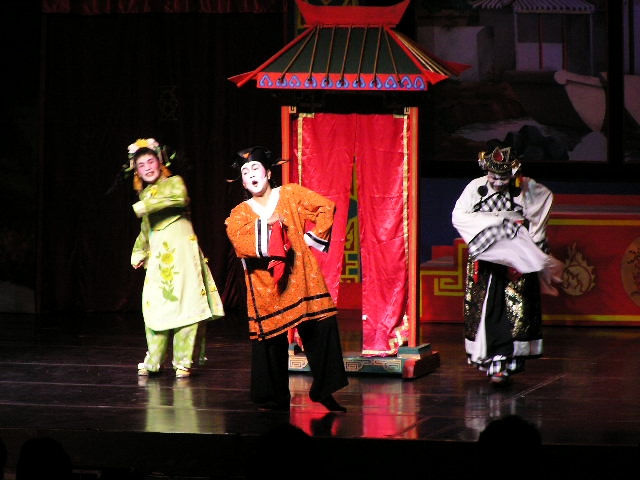
Китайський театр

Для традиційного театру Сходу наступність обрядово-ритуальних дійств властива найбільшою мірою. До сьогодення там дбайливо зберігаються численні форми архаїчних традиційних театрів — драматичного, лялькового, музичного, як жива художня течія, що має своїх численних шанувальників.
При всій розмаїтості форм і видів театру Сходу всі вони мають деякі загальні риси. У першу чергу це високий ступінь семантичної насиченості всіх його елементів, а отже — умовності образотворчих засобів. У певному змісті цей театр завжди був адресований спокушеному, «присвяченому» глядачеві, здатному зчитувати складний символічний код пластики, жестикуляції, міміки. У цьому зберігаються традиції ритуальних дійств — діалогу з богами. Такому шляху розвитку театру й збереження його традиційних форм сприяв традиційно високий суспільний статус: заняття театром на Сході завжди були шановною й поважною справою. Сакральність театральної дії допомагала зберігати його близькість до релігійних ритуалів. Багато в чому ці особливості театру Сходу визначалися його розвитком під егідою й у рамках буддизму (театр південно-східних цивілізацій — і під впливом індуїзму).
Зазначене однаково справедливо для традиційного театру Індії (як його народної, так і придворно-аристократичної ліній); театру Японії (особливо Но, Кабукі, театру ляльок Дзерурі); театру Китаю (у якому традиційно сильні музична, вокальна й танцювальна лінії); тибетського театру Цам; балійського міміко-пластичного театру; в'єтнамського театру Туонґ. До театрів цього типу примикають всі форми індонезійського культового театру Ваянґ: ваянґ-куліт (театр тіней), ваянґ-ґолек (театр об'ємних ляльок), ваянґ-топенґ (театр масок), ваянґ-оранґ (театр живого актора).

### Театри Африки
По подібному шляху йшов розвиток традиційного театрального мистецтва в Африці. Збережені в непорушності стародавні релігійні вірування й древні анімістичні культи обумовили й збереження традиційних ритуальних подань, насичених танцями, пластичними дійствами, піснями, барабанними ритмами маримби й тамтамів. Ці традиційні подання проходять на відкритому повітрі, і присвячені до різних знакових подій — збору врожаю, закінченню польових робіт, удалому полюванню, примиренню племен, народженню дитини й т.д. У африканських народностей, що сповідують мусульманство, широко розвинений театр маріонеток, що, поряд з вуличними виставами імпровізаторів-масхарабозів, мистецтвом пантоміми й поданнями масок, є традиційним для багатьох мусульманських країн.

### Театри Європи

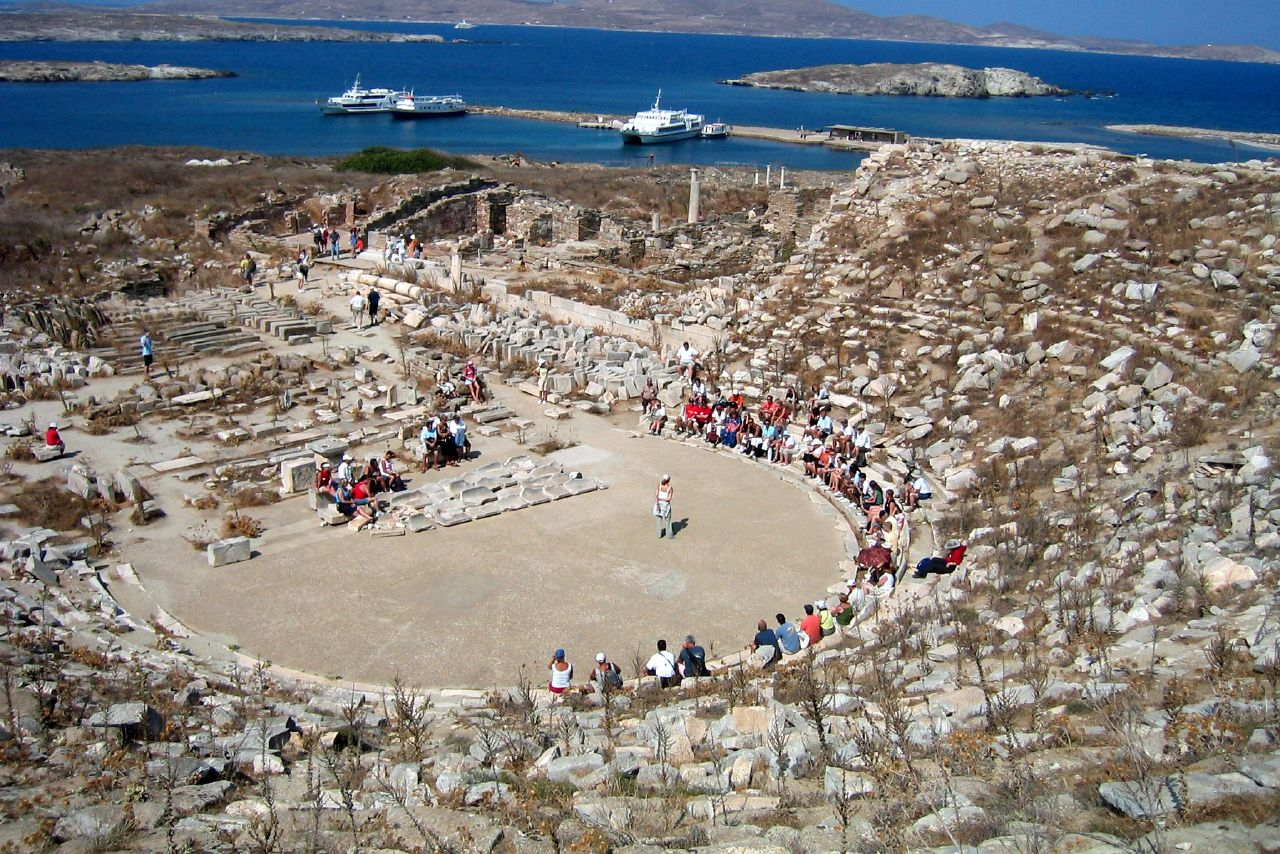
Стародавній театр на острові Делос

Величезний вплив на розвиток європейського театрального мистецтва мав давньогрецький театр, який з'явився у давньогрецьких містах-державах уже в 5 ст. до н. е. Театральні вистави Стародавньої Греції були всенародним святом, на гігантських амфітеатрах, просто неба збиралися десятки тисяч глядачів. Крім професійних акторів, подання розігрувалося самими громадянами — учасниками хору. У трагедіях Есхіла, Софокла, Еврипіда створювалися образи легендарних героїв і богів, затверджувалися норми моралі, відстоювалися ті або інші соціально-політичні ідеали. У комедіях Аристофана гостро висміювалися пороки, відбивалася соціальна й політична боротьба в античному суспільстві. Комічні сценки з життя нижчих прошарків міста й села зображував мім, який, виникнувши в 5 в. до н. е. як народний театр імпровізації, пізніше поширився в країнах Близького Сходу й Римі, створив свою літературну драматургію.

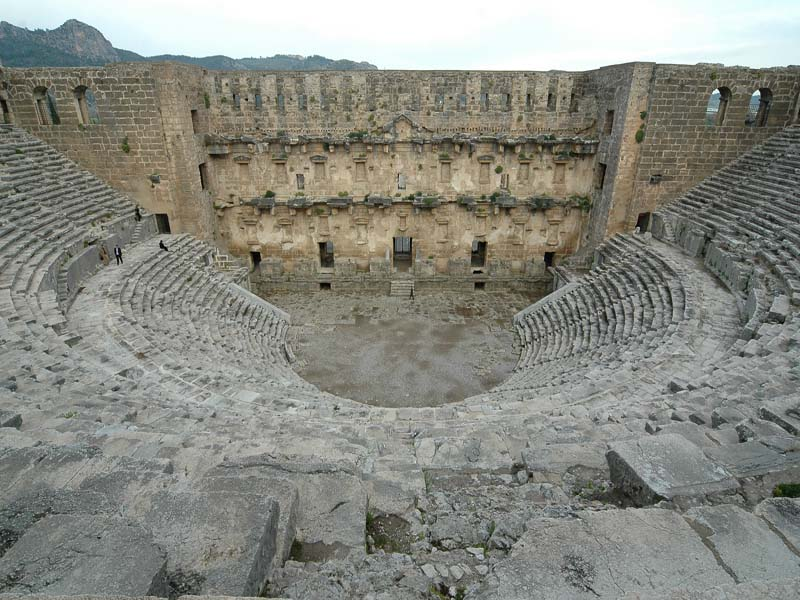
Давньоримський театр, Аспендос, Туреччина.

У давньоримському театрі (драматурги Плавт, Теренцій, Сенека й ін.) розвилася постановочна сторона спектаклів, театральна техніка, змінився тип сцени, виникли нові види вистав, у тому числі музично-танцювальне видовище на міфологічні сюжети — пантомім, що, досягши розквіту в епоху імперії, залишався аж до 5 ст. переважним театральним жанром. В той же час статус театрального мистецтва поступово знижувався. Основний акцент у них переносився на видовищність. Театральні вистави замінялися гладіаторськими боями, що проходили в Колізеї й інших театральних будинках. Тут же влаштовувалися і кривавіші видовища — масове полювання, єдиноборства зі звіром, публічне розтерзання дикими звірами беззбройних людей (головним чином, засуджених злочинців). Активно розвивалися циркові ігри — змагання колісниць, кулачні бої й ін. Театр втрачає свій сакральний характер, і актори представляють нижчі шари суспільства.
В Середньовічній Європі боротьба християнства з пережитками язичництва і його ритуалів торкнулася і театрального мистецтва. Світські театри були закриті, актори піддавалися жорстоким переслідуванням, відлучалися від церкви й підпадали під санкції інквізиції. Незважаючи на тиск церкви, театральне мистецтво розвивалося у творчості бродячих акторів — західноєвропейських гістрионів, жонглерів, та Руських блазнів і скоморохів. Характерним для ранніх форм театру був принцип узагальненого показу людини, шукалося не індивідуально-різне, а загальне, що вело до появи постійних типів-масок. Особливий інтерес представляли ваганти — співці-сказителі із середовища недоучених семінаристів і розжалуваних священиків. У творчості мандрівних акторів, і особливо вагантів, розвивалася переважно сатирична лінія, опозиційна офіційної ідеології.
Культура Ренесансу відродила традиції античного театру, поєднавши їх з національними традиціями. Театральне мистецтво набуває ознак професійного — виникають постійні акторські товариства (наприклад Шекспірівський «глобус») та приватні антрепризи. В Італії у XVI столітті народжується комедія дель арте з постійними ролями-масками, що успадковує традиції Римської доби, паралельно розвивається жанр трагедії (Тріссіно, Грото), перші творці якої орієнтувались на трагедії Софокла та Евріпіда. Визначних висот мистецтво театру досягло в Англії (Вільям Шекспір) та Іспанії (Лопе де Вега, Мігель де Сервантес). На рубежі 16-17 століть як окремий вид театру виокремлюється опера.
З поширенням класицизму, суспільним ґрунтом якого стало зміцнення абсолютистських режимів у ряді європейських країн 17 ст., завданням театру стало створення образа героя, що опиняється у протиріччі між власним почуттям і обов'язком, яке вирішується на користь обов'язку. Принципи класицизму знайшли яскраве втілення у трагедіях П. Корнеля, Ж. Расіна і Вольтера, комедіях Ж. Б. Мольєра, сатирі Н. Буало.

## Стилі театру
Є різні театральні стилі, що використовуються в театрі. До них належать:
- Абсурдизм — цей стиль презентує глядачеві, що всі людські спроби та прояви мають нелогічну форму. Абсолютна правда вперемішку з хаосом, цинізмом, сутність і потреби, які управляють людством, тому всі намагання людини пізнати мету життя марні з огляду на те, що такого сенсу не існує (принаймні для людства).
- Експресіонізм — анти-реалістичний у своїх візіях стиль, що тримається на спотворені істиних людських проявів. Зовнішній вигляд людини чи обставин на сцені може бути перекручений і таким чином, переносить глядача в нереальність, й спонукаючи спостерігати вічну істину через свої візії. Це відображення загостреного суб'єктивного світобачення через гіпертрофоване авторське «Я», напругу його переживань та емоцій, бурхливу реакцію на дегуманізацію суспільства, знеособлення в ньому людини, на розпад духовності, засвідчений катаклізмами світового масштабу початку ХХ ст.
- Мелодрама — сентиментальна драма з музичним супроводом, з частими епізодами страждань доброго героя від руки лиходіїв, але закінчується щасливо де герой торжествує над обставинами людськими чи природними.
- Модернізм — це широка концепція, бачення мистецтва, включаючи театр, заснований на концепції домінування форми на противагу змісту. В образотворчому мистецтві прямими представниками є абстракціоністи; у літературі — письменники, що експериментують з альтернативними формами оповіді; у музиці — традиційне поняття ключа було замінене на атональність.
- Натуралізм — зображується життя на сцені з великою увагою до деталей, стиль оснований на спостереженні за реальним життям. Характерною була направленість на фотографічно точне й неупереджене зображення дійсності, під якою насамперед розумілося матеріально-побутове довкілля, а також людського характеру, що бачився скрізь через призму фатальної зумовленості фізіологічною природою та середовищем. Натуралісти намагалися зробити свої твори «клінічно точними документами» дійсності, її точною фотографією. Вони закликали не уникати малювання неприємних деталей навколишнього світу, залюбки показувати життя соціального дня, відтворювати хворобливу психіку людини, її сексуальні звички.
- Постмодернізм — має кілька напрямків, і в театр він перейшов через надмірну популяризацію засобами масової інформації і порушує загальноприйняті жанрові норми і практики в колись заведених театральних концепціях. Це світоглядно-мистецький напрям, що в останні десятиліття 20 століття приходить на зміну модернізмові. Цей напрям — продукт постіндустріальної епохи, епохи розпаду цілісного погляду на світ, руйнування систем — світоглядно-філософських, економічних, політичних.
- Маріонетки — древня форма, де виконавці (ляльководи) намагаються маніпулювати об'єктами. Маріонетковий стиль має багато варіацій і форм.
- Реалізм — зображують персонажів на сцені, які близькі до реального життя, з реалістичною режисурою і постановкою. Реалістичні доктрини були розвинуті ще античними греками та середньовіччям, головна їх філософська суть, чи вчення — предмети видимого світу існують незалежно від людського відчування і пізнання. Найбільший розвій цього стилю припадає на 19 і 20 століттях, у мистецтві й літературі реалізм прагне до найдокладнішого опису спостережених явищ, без ідеалізації.

## Жанри театру
Є різні жанри, які письменники, продюсери і режисери можуть використовувати у театрі згідно з їхніми смаками:
- Драма

Мелодрама
Драмокомедія
Драма-феєрія
- Комедія

Фарс
Водевіль
Чорна комедія
Зворушлива комедія
 Музична комедія
Лірична комедія
Ексцентрична комедія
Ситком
 Ромком
Комедія дель арте
- Трагедія

Трагікомедія
Трагіфарс
- Сатира

Бурлеск
 Вистава-анекдот
 Вистава-фейлетон
 Театралізована байка
- Антиутопія
- Утопія
- Феєрія
- Фентезі
- Детектив
- Артгауз
- Балет
- Опера
- Рок-опера
- Неоопера
- Мюзикл
- Музична казка
- Казка
- Притча
- Мета-вистава
- Імерсивна вистава
- Абсурд
- Пантоміма
- Маріонетки
- Радіовистава

## Структура театру

### Театральні професії
- Режисер
- Автори
- Художник-постановник
- Композитори
- Директор
- Музичний директор / диригент
- Хореографи
- Художник-дизайнер
- Світловик
- Художник-костюмер
- Драматурги, літературні редактори
- Гример
- Актори
- Співаки-солісти
- Танцюристи
- Хор: Жінки: сопрано, мецо-сопрано, альт, чоловіки: тенор, баритон, бас
- Оркестр з різними інструментами
- Музичний редактор (звукорежисер)
- Концертмейстер
- Світло-режисер
- Суфлер
- Масовка-статисти (на контрактах)

## Театральна діяльність
Театральна діяльність — процес у галузі театрів і театральної справи, пов'язаний зі створенням, публічним виконанням, публічним показом, поширенням та збереженням творів театрального мистецтва, забезпеченням умов для розвитку театральної творчості, підготовкою професійних кадрів, пропагандою кращих зразків театрального мистецтва. Театральна діяльність впершу чергу спрямована на формування та задоволення творчих потреб громадян, їх естетичне виховання, збереження, розвиток та збагачення духовного потенціал народу. Суб'єктами театральної діяльності є юридичні або фізичні особи, які є учасниками правовідносин у сфері театральної діяльності.

##### Українська
- Гвоздєв О. О. З історії театру і драми / Из истории театра и драмы. Академия, 1923 г. Переклад з російської. — Львів, 2008. — 200 с.
- Театрально-драматичний словник ХХ ст. / А. Г. Баканурський, В. В. Корнієнко. — К. : Знання України, 2009.
- Мала енциклопедія режисера театру анімації: матеріали до курсів «Режисура театру анімації», «Теорія театру анімації», «Історія театру анімації України», «Історія світового театру анімації» для студ. навч. закл. III—IV рівнів акредитації: навч. посіб. / О. О. Інюточкін; Харк. нац. ун-т мистец. ім. І. П. Котляревського. — Х. : Колегіум, 2012. — 167 c. — Бібліогр.: с. 161—167. — укр.
- Музика і театр на перехресті епох: Зб. ст.: У 2 т. Т. 2 / М. Р. Черкашина-Губаренко. — К. : Наука, 2002. — 206 c. — Библиогр.: с. 197—204.
- THEATRICA: Лексикон / Олександр Клековкін ; Ін-т проблем сучас. мистецтва НАМ України. — К.: Фенікс, 2012. — 800 с. (PDF-файл)
- THEATRICA: Старовинний театр у Європі від початків до кінця XVIII століття: Лексикон / Клековкін О. Ю. — К.: «АртЕк», 2009. — 600 с. — ISBN 966—505–229–2
- THEATRICA: Практика сцени. Лексикон / Клековкін О. Ю. ІПСМ НАМ України. — К.: АртЕк, 2010. — 448 с.
- THEATRICA: Морфологія: Лексикон / Клековкін О. Ю. ІПСМ НАМ України. — К.: Арт Економі, 2011. — 446 с.
- THEATRICA: Українські старожитності. XVI — початок ХХ ст.: Матеріали до словника / Клековкін О. Ю. ІПСМ НАМ України. — К.: Арт Економі, 2011. — 424 с. — ISBN 978-966-2576-11-5
- THEATRICA: Histrionia: Лексикон / Клековкін О. Ю. ІПСМ НАМ України. — К.: Арт Економі, 2011. — 216 с. — ISBN 978-966-2576-24-5
- THEATRICA: АНТИТЕАТР: Ідеї. Винаходи. Форми: Хронолексикон / Клековкін О. Ю. ІПСМ НАМ України. — К.: Арт Економі, 2012.
- Національний академічний театр опери та балету України імені Тараса Шевченка: історія і сучасність / Ю. О. Станішевський ; фотогр. В. Ландарь та ін. ; НАН України, Ін-т мистецтвознав., фольклористики та етнології ім. М. Т. Рильського, Київ. муніцип. укр. акад. танцю. — К. : Музична Україна, 2002. — 734 с. : фотогр. — Назва обкл. : Національна опера України. — 3000 пр. — ISBN 966-95024-4-6[2]
- Мала енциклопедія Театру на Подолі / К.: Пульсари, 2008. — 152 с.
- Театри Дніпропетровщини: енциклопедія / Г. Гронська та ін. ; заг. ред. Т. Шпаковська ; фото М. Бичинський та ін. — Д. : Дніпрокнига, 2003. — 718 с.: фотоіл. — (Серія «Пізнавай і шануй свій край»). — ISBN 966-7691-50-0

##### Закордонна
- Christopher Balme: «Einführung in die Theaterwissenschaft», Berlin, Erich Schmidt, 1999.
- Manfred Brauneck: Klassiker der Schauspielregie. Positionen und Kommentare zum Theater im 20. Jahrhundert, Rowohlt, Reinbek 1988, (Rowohlts Enzyklopädie; Bd.; 477), ISBN 3-499-55477-1
- Joachim Fiebach (Hrsg.): Manifeste europäischen Theaters. Grotowski bis Schleef, Verl. Theater der Zeit, Berlin 2003, ISBN 3-934344-17-8
- Georg Hensel: Spielplan. Der Schauspielführer von der Antike bis zur Gegenwart, Econ-List Taschenbuchverl., München 2001, ISBN 3-612-26645-4
- Katharina Keim, Peter M. Boenisch, Robert Braunmüller (Hrsg.): Theater ohne Grenzen. Herbert Utz Verlag, München 2003, ISBN 3-8316-0237-9
- Klaus Lazarowicz, Christopher Balme (Hrsg.): Texte zur Theorie des Theaters, Reclam, Stuttgart 2003, ISBN 3-15-008736-8
- Silvio D'Amico: Storia del Teatro drammatico (Garzanti, Milano 1960)
- Silvio D'Amico: Enciclopedia dello spettacolo, diretta da S. D'AMICO, Roma, Sadea/Le Maschere, 1954—1962, 9 voll.
- Silvio D'Amico: Enciclopedia del teatro del Novecento, a cura di A. ATTISANI, Milano, Feltrinelli, 1980.
- Silvio D'Amico: Storia del teatro moderno e contemporaneo, diretta da R. ALONGE e G. DAVICO BONINO, Torino, Einaudi, 2000—2001, 3 voll.
- Antonin Artaud, Il teatro e il suo doppio, Torino, Einaudi, 2000.
- Eugenio Barba, La canoa di carta. Trattato di antropologia teatrale, Bologna, Il Mulino, 1993.
- Jacques Copeau, Il luogo del teatro. Antologia degli scritti, a cura di M. I. Aliverti, Firenze, La casa Usher, 1988.
- Kostantin Sergeevič Stanislavskij, Il lavoro dell'attore sul personaggio, a cura di F. Malcovati, Roma-Bari, Laterza, 1988.
- Bertold Brecht, Scritti teatrali, introduzione di E. Castellani, Torino, Einaudi, 1975, 2 voll.
- Jerzy Grotowski, Per un teatro povero, prefazione di P. Brook, Roma, Bulzoni, 1970.
- Michel Corvin (dir.), Dictionnaire encyclopédique du théâtre, Paris, Bordas, 1995, 2 vol. (ISBN 2-04-027132-5) — (ISBN 2-04-027134-1).
- André Degaine, Histoire du théâtre dessinée, De la préhistoire à nos jours tous les temps et tous les pays, Paris, Nizet, 1992 (ISBN 2-7078-1161-0).
- Jean Duvignaud, Sociologie du théâtre, Paris, PUF, 1965 [rééd. Quadrige, 1999 (ISBN 2-13-050244-X)].
- Jacqueline de Jomaron, Le théâtre en France, Paris, Armand Colin, 1992 [rééd. Le Livre de Poche, 1998 (ISBN 2-253-06396-7)].